# Juan Bautista González (fraile)
Juan Bautista González (Huete, Cuenca, julio de 1554 - Madrid, 5 de octubre de 1616) fue un fraile líder de la Orden de la Merced, donde comenzó a usar el nombre religioso de Juan Bautista del Santísimo Sacramento. Reformó totalmente la orden y creó la Orden de los Padres Descalzos de la Virgen de la Merced en 160 como a un beato en el corazón de la orden mercedaria.

## Vida
La vida de Juan González Alcázar comenzó en Huete (Cuenca) durante la primera semana de julio de 1554. Era el cuarto de los cinco hijos de Juan González y Juliana Alcázar, quedando huérfano de padre a los dos años.
Al terminar los estudios de Gramática, quiso seguir los pasos de dos de sus hermanos mayores, que se habían hecho mercedarios: al final de 1571 entró en el convento de Olmedo, donde vivía su hermano Cristóbal; profesó el 7 de junio de 1573.
En la línea de otras reformas de órdenes religiosas de la época (los carmelitas descalzos o los franciscanos descalzos, entre otros), impulsadas por el Concilio de Trento, el joven sentía el deseo de que la orden debía cambiar y volver a seguir la regla con su rigor original, permitiendo una vida comunitaria de mayor austeridad y espiritualidad. Su vida virtuosa, su gran fe y su rigor en la aplicación de la regla causaron una gran admiración de sus compañeros, que lo veían como un ejemplo a seguir. 

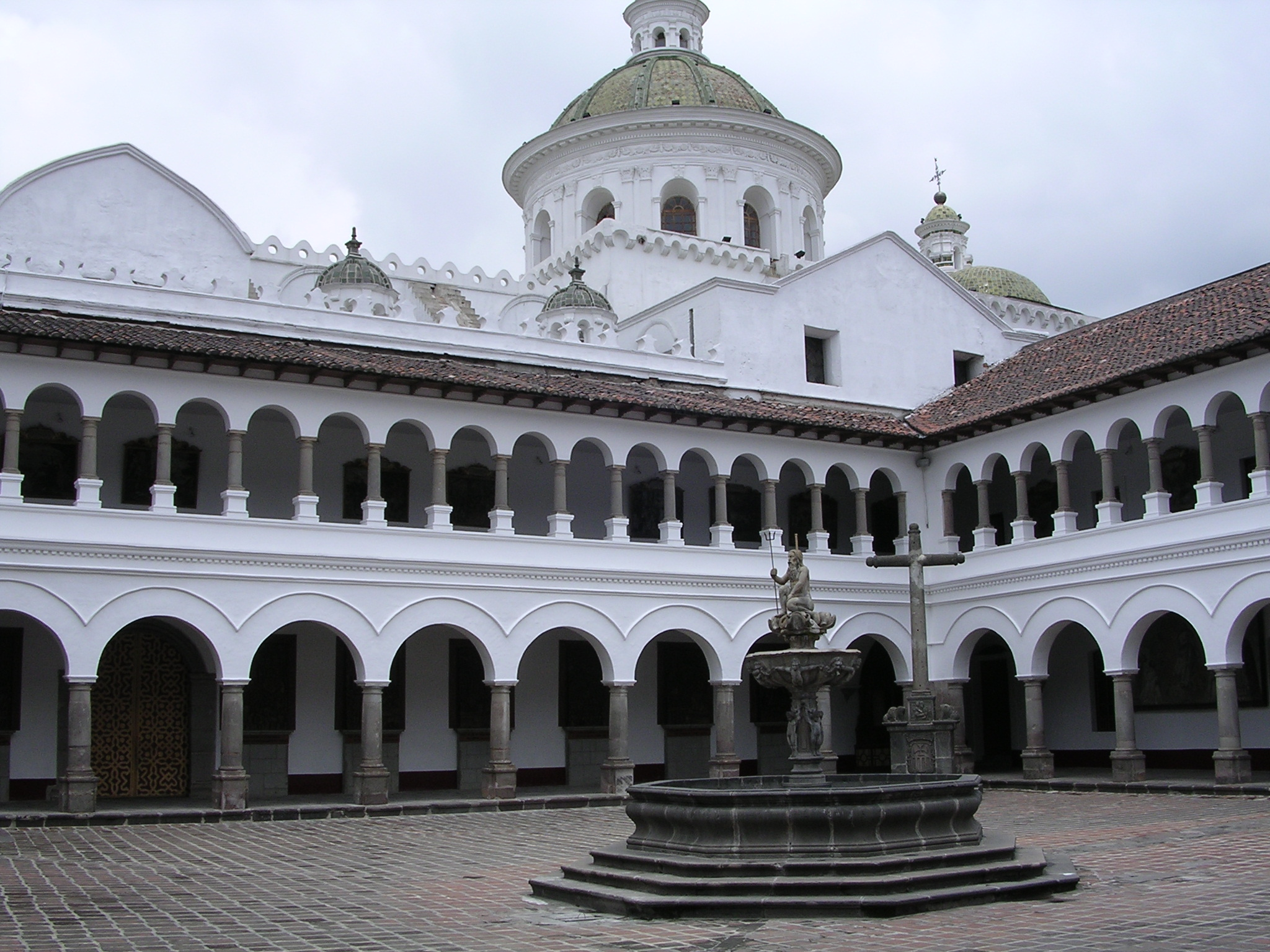
Claustro del convento de la Merced de Quito, donde J. Bautista González intentó establecer una comunidad reformada.

Fue en 1581 a Perú, junto al vicario general de la orden, donde permaneció hasta 1591. Allí intentó fundar una casa mercedaria reformada en el convento mercedario de Quito, y después, en Lima. A pesar de tener el apoyo del obispo Toribio de Mogrovejo, el vicario se negó, ya que no se quería que la orden tuviera divisiones, como había ocurrido tras la reforma de la orden carmelitana. Además, la austeridad querida por los observantes se veía más en aquella época como un castigo que como una vocación. En 1590 fue enviado cumpliendo la función de párroco al pueblo de Guamantaga, cerca de Lima, donde llevó a cabo tareas de apostolado buscando convertir a los indígenas al catolicismo.
Tras volver de Perú nombrado sacristán de la capilla de Nuestra Señora del Remedio, en el convento mercedario de Santa Bárbara de Madrid, a donde volvió en 1591. De camino, pasó por Nueva España, donde consultó con el ermitaño Gregorio López su proyecto de reforma de la orden.
Durante los años noventa, la orden recibió presiones continuas por parte de algunos grupos de frailes deseosos por llevar una vida más austera y de que hubiera alguna reforma. El maestro general Francisco Zumel ordenó que los conventos de Segovia y Cazorla sirviesen como casas de recolección, donde pudieran practicar este estilo de vida. Sin embargo, esto no apaciguó las demandas, que cada vez eran más numerosas.

## Fundación de la orden
- Artículo principal: Mercedarios descalzos

Hacia finales de 1602, el maestro general de la orden Alonso de Monroy cedió y prometió al papa que permitiría los movimientos de reforma dentro de la orden. Juan Bautista González, entonces, vio que su proyecto de reforma era viable y podía apoyarse. Con la autorización del papado, los maestros generales sumada a la protección de Beatriz Ramírez de Mendoza, condesa de Castellar, se agruparon en conventos donde se seguía una interpretación mucho más estricta de las normas de las constituciones, situados en tierras de la condesa: el primero situado en El Viso, a poca distancia de Sevilla y el segundo en Almoraima, en la diócesis de Cádiz .
El 26 de abril de 1603 se presentó el proyecto de reforma en el capítulo general de la Orden de la Merced, en Guadalajara, donde consiguió que sus superiores la aprobaran.
El 8 de mayo de 1603, Juan Bautista González (Juan Bautista del Santísimo Sacramento), junto a sus compañeros: Luis de Jesús María (Luis de Escobar), Juan de San José (Juan Maroto) y, al día siguiente, Miguel de las Llagas (Miguel de Guerra) y Francisco de la Madre de Dios (Francisco Hortelano)--, en la capilla de Nuestra Señora de los Remedios de Santa Bárbara, tomaron el hábito descalzo; entonces cambió su nombre por el de Juan Bautista del Santísimo Sacramento. Los nuevos conventos tradaron un tiempo en estar preparados, así que mientras tanto los frailes hicieron su vida en el palacio de la condesa, en Ribas del Jarama, cerca de Madrid.
Una vez se obtuvo la licencia para la fundación del primer convento, en Almoraima, Juan Bautista se encaminó el 29 de septiembre de 1603, con Miguel de las Llagas, García San Juan y Gonzalo San Vicente y otros colaboradores, mientras Juan de San José y Luis de Jesús María se iban a encargar de negociar el permiso para la fundación del siguiente convento que iban a construir en El Viso.

## Hechos posteriores
A la fundación del desierto del Almoraima le siguieron: El Viso, Ribas del Jarama, Rota, Huelva y Santa Bárbara, en Madrid. Mientras tanto, el papa Pío V hizo pública una bula que autorizaba la reforma: aquel día fue el 6 de agosto de 1607 .
Ejerció como comendador del convento del Almoraima y, después, del de Ribas y, finalmente, del de Santa Bárbara de Madrid. Fue confesor y director espiritual de la beata Mariana de Jesús durante el resto de su vida. Murió, en olor a santidad, el 5 de octubre de 1616 en el convento de Santa Bárbara con 62 años de edad.
Fue proclamado venerable, actualmente es venerado como beato en el seno de la orden mercedaria; su festividad en los oficios de esta orden es el 5 de octubre.